# Наука и технологии в България
България има дългогодишни традиции в научни дисциплини като математика, физика, информационни технологии, астрономия и медицина, а български учени са направили значителни открития и постижения в тези области.

## История

### Втора половина на 20 век
След 1945 г. организацията на науката започва да следва съветския модел. Открояват се три нива на научни институции.
- Българска академия на науките (БАН), която през 1980-те години има над 140 института с повече от 12 хил. научни работници. БАН оказва „научното и методологическото ръководство“ над останалите 2 нива и осъществява фундаментални и стратегически научни изследвания, свързани с по-далечните цели на индустриалното развитие.
- Университети и висши учебни заведения (ВУЗ). Възникват десетки нови ВУЗ, в които от средата на 1960-те години се оформят „научноизследователски сектори“ (НИС), работещи по договори със стопанските организации
- Приложни научноизследователски институти и научни центрове към министерства, производствени обединения и големи предприятия. Играят ролята и на внедряващи звена за технологичното развитие.

Правителството увеличава инвестициите в наука и тя се обвързва с основната задача за индустриализация на страната. Същевременно политическият контрол е много силен и дори присъждането на научни степени и звания подлежи на съгласуване с партийните комитети). В наукоемките производства като електроника, точно машиностроене, компютърно оборудване, роботика, фармацевтика България заема водещо място сред останалите социалистически страни. Производството на компютри в България преживява разцвет през 80-те години на 20 век.
В периода 1959 – 1987 г. развитието на науката и техниката е насърчавано на държавно ниво, като за целта се отпуска специално финансиране. В партийни документи и в печата непрекъснато се споменава „научно-техническият прогрес“, а специално внимание се насърчава участието на младежта (движение за техническо и научно творчество на младежта, ТНТМ). Науката и техниката се ръководят от Държавния комитет за наука и технически прогрес (ДКНТП) с ранг на министерство. Комитетът ръководи научната и развойната дейност в страната, като координира дейността на БАН, университетите и ведомствените организации.

### От 1990 г.
При прехода към пазарна икономика с унищожаването на държавните стопански обединения (ДСО) в началото на 1990-те години „ведомствената наука“ изчезва. Отношенията между БАН и ВУЗ стават конкурентни, като приетите по това време закони им дават автономия. Намалява търсенето на научни продукти и услуги, което фактически ликвидира звената по НИС. БАН изпада в тежка ситуация и намалява броя на институтите и учените в тях с повече от 1/3.
Най-съществената промяна след 1989 г. обаче е възстановяването на международната научна мобилност и масовото навлизане на български учени, докторанти и студенти на световния научен пазар. След 2000 г. в Западна Европа и Северна Америка има десетки хиляди български студенти, хиляди български докторанти и учени, като стотици от тях са получили престижни награди и заемат ръководни позиции в съответните научни центрове.
От есента на 2009 г. започва оживен дебат за стратегията за развитието на науката в България и в частност за необходимостта от реформи в БАН. През септември 2010 г. Министерският съвет приема Национална пътна карта за научна инфраструктура като стъпка за развиване на качествени научни изследвания. В пътната карта се определят 7 български национални научноизследователски комплекса, които да бъдат развивани с цел постигане на конкурентоспособна и иновативна икономика.

## Законова уредба
Към края на 2009 г. действащите закони и други нормативни документи, които уреждат въпроси, свързани с научните изследвания в България, са:
- Закон за научните степени и научните звания, приет през 1972 г.
- Закон за БАН, приет през 1991 г.
- Закон за висшето образование, приет през 1995 г.
- Закон за насърчаване на научните изследвания, приет през 2003 г.
- Закон за държавния бюджет.
- Закон за авторското право и сродните му права, приет през 1993 г.
- Закон за патентите и регистрация на полезните модели, приет през 2006 г.
- Иновационна стратегия на Република България, приета през 2004 г.
- Закон за Селскостопанската академия, приет през 1999 г. и изменен през 2008 г.

През май 2010 г. е приет Закон за развитие на академичния състав, който отменя Закона за научните степени и научните звания.  Подготвят се и изменения в Закона за БАН (вж. Реформи в БАН), както и национална Стратегия за научни изследвания (към март 2011).

## Научни постижения

### Космически изследвания
Българският астроном Георги Мандушев е сред откривателите на една от най-големите планети извън Слънчевата система, откривани до 2007 г. – TrES-4. ИКИ към БАН взима участие в космическата мисия на Индия „Чандраян-1“ и поставеният от тях уред RADOM-7 успешно изпълнява функциите си. Космическите изследвания обаче са с ограничено финансиране, тъй като МОН и фонд „Научни изследвания“ не осигуряват подкрепа за участие на български космически проекти в разработки на Европейската космическа агенция.

### Компютърни науки и информатика
През 1980-те години на 20 век компютърните науки са сред най-развитите научни браншове в страната. България участва на Международната олимпиада по математика ежегодно от самото ѝ създаване насам. От 1959 г. до 2020 г. Националните отбори са спечелили 54 златни, 120 сребърни и 112 бронзови медала, както и 13 почетни грамоти. В началото на 1980-те години като част от социалистическия икономически блок Съвет за икономическа взаимопомощ страната разработва и произвежда серийно персоналния компютър „Правец“. България е сред най-големите производители в света на средни и големи изчислителни машини от серията ЕС  и ИЗОТ. Към 2007 г. България е на първо място в Европа по брой на сертифицирани IT-специалисти на глава от населението и на 8-о място в света по същия показател. Производството на компютри в България обаче замира след края на 20 век.
За сметка на това започва развитие на софтуерната индустрия. Водещи международни компании като Apple Inc. и Hewlett-Packard имат представителства в България. Такъв пример е компанията Hewlett-Packard, която през 2006 г. създава своя център за глобална поддръжка на Европа, Близкия изток и Африка в София. През 2005 г. компанията SAP AG установява своите водещи лаборатории за разработка на софтуер в София. През 2008 г. IBM подписва споразумение за сътрудничество с българското правителство и научни институции.
През септември 2008 г. в Държавната агенция за информационни технологии е инсталиран един от 100-те най-мощни (към 2009 г.) суперкомпютри в света – Blue Gene/P., който е и най-мощният суперкомпютър в Източна Европа (вкл. Русия). Използва се от учени от Софийския университет и БАН за изчисления в областта на медицината, астрономията и математиката.

### Физика
Академик Георги Наджаков е един от най-известните български физици, провеждал изследвания върху фотоелектретите. През 1937 г. Наджаков прави голямото си откритие – установява неизвестно до този момент явление – под едновременното въздействие на електрично поле и светлина върху фотоелектрично проводими диелектрици и полупроводници възниква постоянна поляризация, която на тъмно се запазва, а при осветяване се разрушава, при което протича деполяризационен ток. Веществата, при които това явление може да се наблюдава, Наджаков нарича фотоелектрети.

### Българско участие в ЦЕРН
Над 90 български учени участват в проекта на ЦЕРН, целящ чрез Големия адронен ускорител (свръхмощен ускорител на частици) да разширят познанията в областта на физиката на елементарните частици и дори да се опитат да възстановят условията, при които е възникнала Вселената. Учени от ИЯИЯE участват в експеримента Компактен мюонен соленоид (на английски: Compact Muon Solenoid, CMS) основно в две направления – в изграждането на адронния калориметър и йонните камери. Данните, набрани от този експеримент, дават основание за оповестяване на вероятното откриване на Хигс бозона през юли 2012.

### Други открития
През 2009 български учени създават и успешно тестват препарат, който ефективно спира почвената ерозия и повишава плодородността ѝ.

## Българска антарктическа мисия
Изследователската база „Свети Климент Охридски“ е българско научно съоръжение на остров Ливингстън, част от антарктическия архипелаг Южни Шетландски острови.